# Vladimir Belov (militaire)
Pour les articles homonymes, voir Belov et Vladimir Belov.
Vladimir Alexandrovitch Belov (en russe : Владимир Александрович Белов), né le 26 août 1955 à Mourom (oblast de Vladimir), était lieutenant-colonel dans l'armée russe. Il est décoré en tant que héros de la fédération de Russie en 1995.

## Biographie
Vladimir Belov, naît en 1955 , dans la ville de Mourom, dans l'oblast de Vladimir. Diplômé en 1976 en médecine, il sert deux ans dans l'armée soviétique. Après sa démobilisation, il a étudie la pédiatrie de la faculté de médecine de Gorki. En 1982, il est à nouveau enrôlé dans l'armée, en tant que médecin militaire.
À partir de 1993, le lieutenant-colonel du service médical Vladimir Belov a servi dans les troupes aéroportées. À ce titre, il a participé à la première guerre de Tchétchénie. Lors de la bataille de Grozny, il a du gérer un énorme flux de blessés : près de 70 par jour, souvent dans des conditions difficiles : bombardements de l'ennemi, manque d'eau et d'éclairage. Belov enchainait des opérations à la suite et pourvoyait à l'évacuation des blessés vers des hôpitaux. Il a été atteint par un projectile ennemi, mais a continué à opérer. Plus tard, il suit l'avancée des troupes dans la ville d'Argoun. et y sauve encore des vies, au plus proche de la ligne de front.
Le décret du président de la fédération de Russie du 21 juillet 1995, l'élève au rang de héros de la fédération de Russie pour « avoir sauvé la vie de soldats et d'officiers blessés au combat, pour des actes de courage et d'héroïsme » . Il reçoit la médaille « Étoile d'Or ».
Vladimir Belov ne fait plus partie de l'armée depuis 1999. Il vit actuellement à Jeleznodorojny, dans l'oblast de Moscou, et travaille en tant que responsable d'un centre médical.

## Poésie
- Les étoiles de courage, M., 2004.

## Crédits
- (ru) Cet article est partiellement ou en totalité issu de l’article de Wikipédia en russe intitulé « Белов, Владимир Александрович (военный врач) » (voir la liste des auteurs).